# Garanti dix ans
Garanti dix ans est une comédie en 1 acte d'Eugène Labiche, représentée pour la 1re fois à Paris au Théâtre des Variétés le 12 février 1874.
Collaborateur Philippe Gille, Editions Dentu.

## Distribution
| Acteurs et actrices ayant créé les rôles |                   |
| Personnage                               | Acteur ou actrice |
| Martaban, médecin                        | M. Boisselot      |
| Chaponais                                | M. Roux           |
| Ernest de Pontfarcy                      | M. Cooper         |
| Lombard, domestique de Chaponais         | M. Bordier        |
| Henriette, femme de Martaban             | Mme Helmont       |
| Ninette Chaponais                        | Mme Dupuis        |